# Titanic (miniserie)
Titanic är en kanadensisk-amerikansk miniserie från 1996 om fartyget Titanic som sjönk på sin jungfruresa 1912.

## Handling
Handlingen följer Isabella Paradine som träffar sin f.d. älskare, Wynn Park. Men även ficktjuven Jamie Perse, som blir kär i danskan Åsa Ludvigsen, och Simon Dooan som vill råna första klass. 
Det handlar även om John Jacob Astor IV och hans fru Madeline och familjen Allisons barnflicka Alice Cleaver, samt om Bruce Ismay som vill slå hastighetsrekord, trots motstånd från kapten Edward John Smith. När Titanic möter sitt öde, natten till den 15 april 1912, finns det bara livbåtar till hälften av alla som är ombord på det största, lyxigaste och säkraste fartyg som världen dittills skådat.

## Rollista i urval
- Peter Gallagher - Wynn Park
- George C. Scott - Kapten E. J. Smith
- Catherine Zeta-Jones - Isabella Paradine
- Eva Marie Saint - Hazel Foley
- Tim Curry - Simon Doonan
- Roger Rees - Bruce Ismay
- Harley Jane Kozak - Bess Allison
- Marilu Henner - Margaret "Molly" Brown
- Mike Doyle - Jamie Perse
- Sonsee Ahray - Aase Ludvigsen
- Felicity Waterman - Alice Cleaver
- Malcolm Stewart - Förste officer William Murdoch
- Kevin McNulty - Andre officer Charles Lightoller
- Kavan Smith - Femte officer Harold Lowe
- Terence Kelly - Kapten Arthur Rostron
- Scott Hylands - John Jacob Astor IV
- Jane Mortil - Madeleine Astor
- Tamsin Kelsey - Clarinda Jack
- Eric Keenleyside - "Black" Billy Jack
- Katharine Isabelle - Ophelia Jack (Katherine Isobel)
- Kevin Conway - Hudson J. Allison
- Barry Pepper - Telegrafisten Harold Bride

## Nomineringar och utmärkelser
Titanic mottog en Emmy Award för "Outstanding Sound Mixing for a Drama Miniseries or a Special". Den nominerades också i klassen "Outstanding Costume Design for a Miniseries or a Special".
| År   | Kategori                                                     | Nominerade                                                | Resultat  |
| ---- | ------------------------------------------------------------ | --------------------------------------------------------- | --------- |
| 1997 | Outstanding Sound Mixing for a Drama Miniseries or a Special | David Husby, David E. Fluhr, Adam Jenkins, Don Digirolamo | Vann      |
| 1997 | Outstanding Costume Design for a Miniseries or a Special     | Joe I. Tompkins, Jori Woodman                             | Nominerad |

## Historiska fel
- Margaret "Molly" Brown skulle inte kunna spela kort i Titanics rökrum. Det var förbjudet för kvinnor i rökrummet.
- Överstyrman Hennry Wild, tredje styrman Herbert Pitman och sjätte styrman James Mody var inte med i filmen.
- Thomas Andrews som spelade en viktig roll i förlisningen var inte med i filmen. Det var här kapten Edward Smith tagit över rollen att beräkna hur lång tid skeppet har.
- Alice Cleaver var ingen barnmörderska. Hon blandas ofta ihop med Alice Mary Cleaver. (Alice på Titanic hette Alice Catharine Cleaver.)
- Den verkliga Loraine Allison var bara två år vid katastrofen.
- Joseph Boxhall gick inte ner med fartyget.
- Ombord på Titanic så hade man inga kikare, men det hade MR. Murdoch när de såg isberget i filmen.

### Fotnoter
1. ↑  Internet Movie Database.[källa från Wikidata]
2. ↑  The City That Can Sub for All of America (på engelska), The New York Times, 17 november 1996, läs online.[källa från Wikidata]
3. ↑  ”Arkiverade kopian”. Arkiverad från originalet den 2 november 2012. https://web.archive.org/web/20121102191049/http://www.time.com/time/magazine/article/0,9171,985612,00.html?iid=chix-sphere. Läst 21 februari 2011.
4. ↑  http://www.imdb.com/title/tt0115392/awards